# Le Roc-Saint-André
Le Roc-Saint-André korábbi község Franciaországban, Morbihan megyében. Lakosainak száma 948 fő (2018. január 1.). Le Roc-Saint-André Ploërmel, Montertelot, La Chapelle-Caro, Sérent, Lizio, Guillac és Quily községekkel határos.
2016. január 1-jén Quily és La Chapelle-Caro korábbi községgel egyesült és az így létrejött Val d’Oust új község része lett.

## Népesség
A település népességének változása:
| Lakosok száma | 717  | 702  | 736  | 836  | 861  | 922  | 928  | 2768 | 938  | 948  |
|               | 1962 | 1968 | 1975 | 1990 | 1999 | 2008 | 2013 | 2016 | 2017 | 2018 |